# Міністерство торгівлі Української РСР
Міністерство торгівлі Української РСР — союзно-республіканське міністерство, входило до системи органів торгівлі СРСР і підлягало в своїй діяльності Раді Міністрів УРСР і Міністерству торгівлі СРСР.

## Історія
Створене з Народного комісаріату торгівлі УРСР у березні 1946 року у зв'язку з переформуванням наркоматів. 

## Наркоми внутрішньої торгівлі УСРР
- Генкін Олександр Борисович (1924—1925)
- Чернов Михайло Олександрович (1925—1929)
- Вейцер Ізраїль Якович (1929—1930)

## Наркоми постачання УСРР
- Майоров Михайло Мусійович (1930—1932)
- Сапов Іван Андрійович (1932—1932)
- Розіт Альфред Ріхардович (1932—1934)
- Кисельов Аркадій Леонтійович (1934—1935)

## Наркоми торгівлі (внутрішньої торгівлі) УСРР
- Сапов Іван Андрійович (1934—1935)
- Богатирьов Георгій Олексійович (1935—1937)
- Лукашов Іван Олексійович (1938)
- Борисов Пантелеймон Михайлович (1938—1944)
- Дрофа Ілля Трохимович (1944—1947)

## Міністри торгівлі УРСР
- Лукашов Іван Олексійович (1947—1950)
- Запорожець Василь Порфирович (1950—1953)
- Сахновський Георгій Леонідович (1953—1970)
- Старунський Володимир Гордійович (1970—1987)
- Статінов Анатолій Сергійович (1987—1989)
- Слєпічев Олег Іванович (1989—1991)